# Tomari (Hokkaidō)
Tomari (jap. 泊村, -mura) ist ein Dorf im japanischen Landkreis Furuu in der Unterpräfektur Shiribeshi auf Hokkaidō.

## Etymologie
Der Name Tomari stammt aus dem Ainu. Zur Ainu-Zeit befand sich an der Flussmündung ein Ort namens moyre-tomari, was „langsamer Ankerplatz“ bedeutet und sich auf die schwachen Gezeiten an dieser Stelle bezieht. Eine andere Deutung ist die Herkunft von Ainu hemoy-tomari, was „Bucht der ankommenden Lachse“ bedeutet.

## Geografie

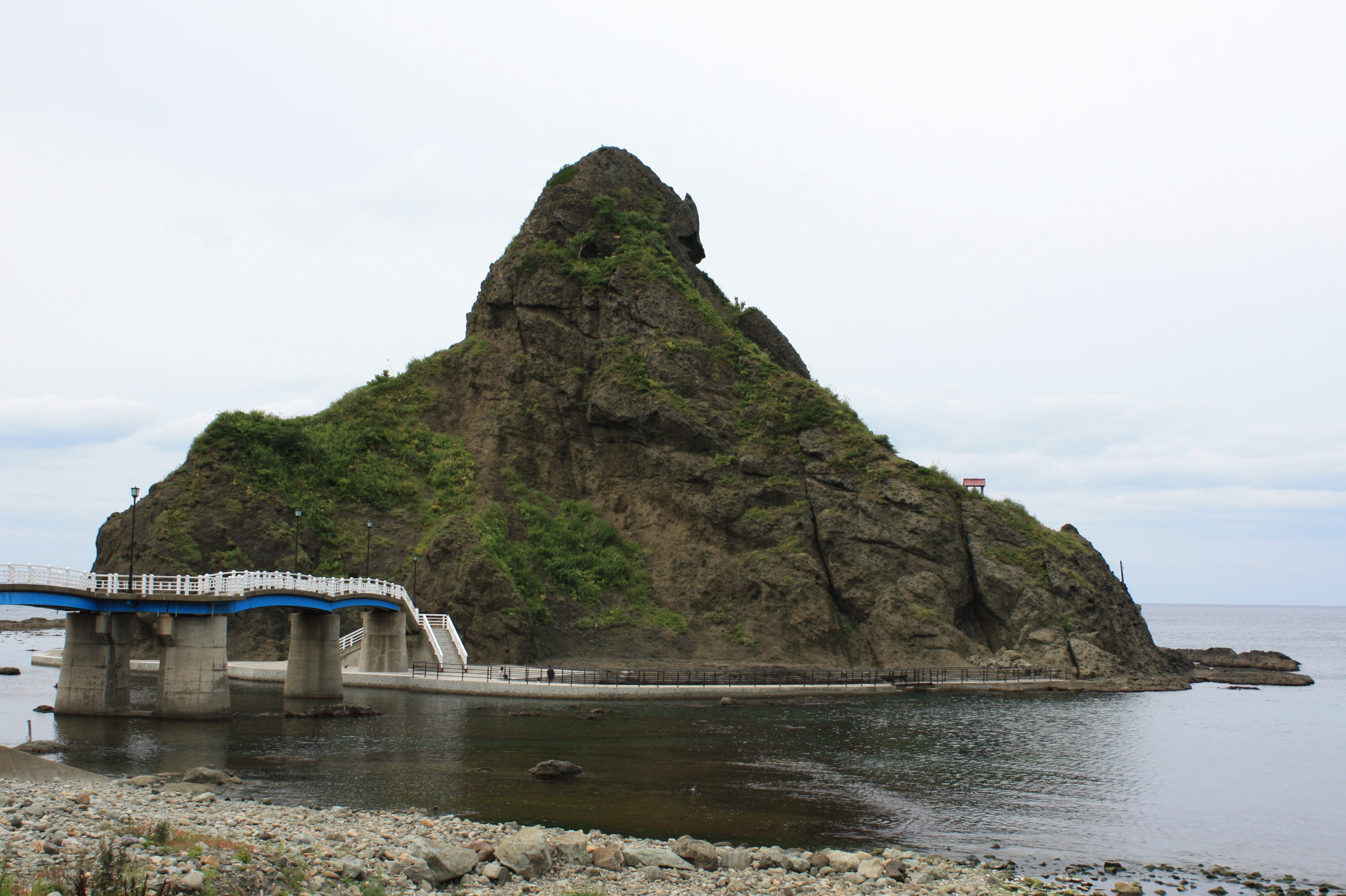
Benten-jima

Tomari liegt auf der Shakotan-Halbinsel.
In Tomari gibt es nur wenig ebene Flächen, sondern hauptsächlich Bergwälder. Der höchste Berg ist der Kumaoi (熊追山, -yama) mit 805,4 m, der sich auf der Stadtgrenze zu Furubira befindet.
Im Norden der Stadt befindet sich die mit dem Festland verbundene Insel Benten-jima (弁天島).

## Geschichte
1909 schlossen sich die Dörfer Tomari, Sakazuki (盃村, -mura), Okishinai (興志内村, -mura), Kayanuma (茅沼村, -mura), Horikappu (堀株村, -mura) zur Gemeinde 2. Klasse Tomari zusammen. 1923 erfolgte die Einstufung als Gemeinde 1. Klasse. Im selben Jahr wurde ein Ortsteil als neugegründetes Dorf Hattari ausgegliedert, das heute ein Ortsteil von Kyōwa im Landkreis Iwanai ist.
1856 wurde in Tomari Kohle entdeckt und mit Hilfe britischer Ingenieure das Kayanuma-Kohlebergwerk (茅沼炭鉱, Kayanuma tankō) 1867 eröffnet, welches das älteste Hokkaidōs war. Wohnen heute nur noch knapp 2000 Menschen in Tomari, so lebten zum Höhepunkt der Kohleabbaus 10.000 von diesem. Das Bergwerk wurde 1964 und die restlichen 1969 geschlossen.
Am 22. Juli 1989 ging der erste Reaktorblock des Kernkraftwerks Tomari und damit das erste Kernkraftwerk Hokkaidōs in Betrieb. Am 12. April 1991 folgte der zweite Reaktorblock und am 10. Dezember 2009 der dritte und leistungsstärkste Block.
Aus diesen Gründen ist der Spitzname der Gemeinde auch „Heimatdorf der Energie“ (エネルギーのふるさと, enerugī no furusato).

## Sehenswürdigkeiten
Der Ursprung des Sakazuki Onsen-Dorfs (盃温泉郷, Sakazuki onsenkyō) geht auf 1905 zurück, als es noch ein öffentliches Bad war. 1975 wurde es von der japanischen Umweltbehörde zum Nationalen Onsen-Kurort (国民保養温泉地, kokumin hoyō onsenchi) ernannt. Sie gehört mit anderen Gegebenheiten der Stadt zum Niseko-Shakotan-Otaru-Küsten-Quasinationalpark. Da das Wasser natriumsulfathaltige Mineralien enthält, wird die Quelle zur Linderung von Nerven- und Muskelschmerzen aufgesucht.
200 m von den heißen Quellen entfernt befindet sich die Insel Benten-jima.

## Verkehr
Tomari hat Anschluss an die Nationalstraße 229 nach Otaru oder Esashi, sowie an die Präfekturstraße 342.

## Wirtschaft

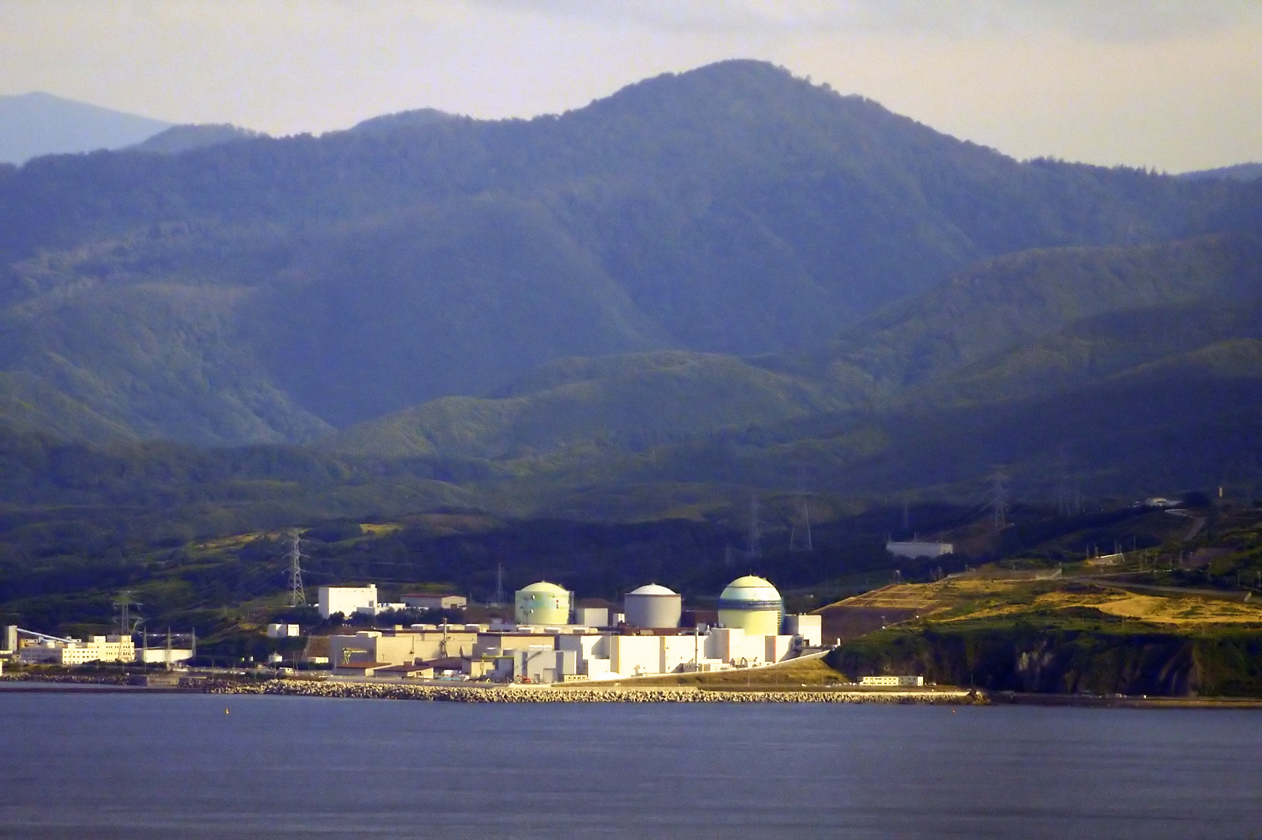
Kernkraftwerk Tomari

Wichtigster Arbeitgeber ist das Kernkraftwerk Tomari, das 30 % der Energie Hokkaidōs liefert. Durch dessen Steuerabgaben ist Tomari die einzige Gemeinde in Hokkaidō, die keinen Anspruch auf Zuschüsse von der Präfektur hat.
Weitere Wirtschaftszweige sind die Fischerei und Tourismus.

## Städtepartnerschaften
Seit Februar 1998 ist Ikata in der japanischen Präfektur Ehime die Schwesterstadt Tomaris.

## Angrenzende Städte und Gemeinden
- Furubira
- Kamoenai
- Kyōwa